# Pyxine cocoës
Pyxine cocoës är en lavart som först beskrevs av Olof Swartz och som fick sitt nu gällande namn av William Nylander. 
Pyxine cocoës ingår i släktet Pyxine och familjen Physciaceae. Inga underarter finns listade i Catalogue of Life.